# Fatima Payman
Fatima Payman (n. 1995) es una política australiana que se ha desempeñado como senadora por Australia Occidental desde 2022, primero por el Partido Laborista y luego como independiente, antes de lanzar su propio partido político, Australia's Voice, en octubre de 2024.
Payman nació en Kabul, Afganistán, y emigró a Perth con su familia en 2003. Asistió al Australian Islamic College y estudió farmacia en la Universidad de Australia Occidental. Payman fue presidenta de la rama juvenil del Partido Laborista Australiano en Australia Occidental y organizadora de la multisindical United Workers Union, antes de convertirse en funcionaria electoral del político laborista de Pierre Yang. En las elecciones federales australianas de 2022, Payman fue elegida para el Senado representando a Australia Occidental. Fue la tercera miembro más joven en ser elegida para el Senado y la primera miembro musulmana del parlamento en usar hiyab.
En mayo y junio de 2024, las declaraciones de Payman en apoyo a Palestina durante la guerra entre Israel y Hamás y las críticas a la respuesta del gobierno de Albania a la guerra la pusieron en desacuerdo con el resto del gobierno. El 25 de junio de 2024, Payman cruzó la línea para apoyar una resolución de los Verdes Australianos para el reconocimiento del Estado palestino, lo que llevó a su suspensión indefinida del bloque laborista. El 4 de julio de 2024, Payman abandonó el Partido Laborista para convertirse en independiente y el 9 de octubre de 2024, Payman lanzó su propio partido político, Australia's Voice.

## Biografía
Fatima Payman nació en Kabul, Afganistán en 1995. Es de ascendencia tayika por parte paterna, y su madre es uzbeka. Sus abuelos maternos eran originarios de Uzbekistán. Ella es la mayor de cuatro hijos, y su abuelo fue miembro de la Asamblea Nacional de Afganistán.
La familia de Payman huyó de los talibanes a Pakistán cuando ella tenía cinco años. Su padre llegó a Australia en barco en 1999 y pasó un tiempo en un centro de detención de inmigrantes, tras lo cual trabajó como guardia de seguridad, ayudante de cocina y taxista, para poder pagar la migración de su esposa y sus cuatro hijos. El resto de la familia llegó a Australia en 2003, cuando Fatima tenía ocho años, y se instaló en Perth. Una vez en Australia, su madre inició un negocio dando clases de conducir.
Payman se graduó en el Australian Islamic College de Perth, donde fue delegada estudiantil, en 2013. Asistió a la Universidad de Australia Occidental, donde obtuvo una licenciatura en Antropología y Sociología y un diploma de posgrado en Ciencias Farmacéuticas.
Payman trabajó como asistente químico farmacéutica en la cadena Terry White's desde febrero de 2018 hasta febrero de 2020.

## Carrera política
Payman se unió al Sindicato de Trabajadores Unidos (UWU) en 2018 como organizadora y fue presidenta de Young Labor WA, habiendo sido miembro del Partido Laborista desde 2014. Recordó que la observación de las experiencias de abuso y explotación en el lugar de trabajo de su padre fue la principal motivación para unirse a ambas organizaciones. Trabajó como funcionaria electoral para Pierre Yang entre mayo de 2019 y diciembre de 2020.

### Elecciones de 2022
Payman ocupaba el tercer lugar en la lista del Partido Laborista para el Senado en las elecciones federales australianas de 2022 y no se esperaba que ganara un escaño. Su intención era utilizar la campaña electoral de 2022 como "práctica" antes de presentarse seriamente como candidata en 2025.
Payman se naturalizó como ciudadana australiana en 2005, aunque esto no revocó automáticamente su ciudadanía afgana según la ley afgana. La sentencia de 1992 del Tribunal Supremo en el caso Sykes v Cleary en relación con el artículo 44 de la Constitución de Australia determinó que un candidato político debe tomar «todas las medidas razonables» para renunciar a otras ciudadanías. Payman dice que se acercó a la embajada de Afganistán en Australia en octubre de 2021 para renunciar a su ciudadanía afgana y que la embajada no pudo continuar con el proceso formal porque no tenía contacto con el nuevo gobierno talibán luego de la ofensiva talibán de 2021. El Partido Laborista recibió asesoramiento legal que establecía que, no obstante, Payman todavía era elegible para ser elegida y consideró que había tomado todas las medidas razonables para renunciar a su ciudadanía afgana. Señaló que la embajada de Afganistán en Australia no sabía si los departamentos y funcionarios encargados de procesar su solicitud en Kabul aún existían.
En las elecciones federales australianas de 2022, Payman ganó la sexta y última vacante del Senado después de una variación del 6,92% a favor del Partido Laborista y del 9,24% en contra del Partido Liberal en la votación del Senado de Australia Occidental. Elegida a los 27 años, es la tercera senadora más joven en la historia de Australia y la senadora más joven en funciones a 2024. Ella ha dicho que sus prioridades incluyen «lograr que más personas de diversos orígenes se involucren en la política, mejorar la educación de la primera infancia y el cambio climático». También ha dicho que quiere «normalizar el uso del hiyab».
El 4 de diciembre de 2022, Payman recibió el premio "Modelo musulmán australiano a seguir del año" en los 15.º Premios al Logro Musulmán Australiano en la Ópera de Sídney.
En un discurso ante el Senado en mayo de 2024, Payman rompió filas con el Partido Laborista y acusó a Israel de cometer genocidio contra los palestinos en la Franja de Gaza, criticó al gobierno australiano por no responder suficientemente a los presuntos crímenes de guerra de Israel en la guerra, y pidió sanciones y desinversión contra Israel. Concluyó su discurso afirmando que «desde el río hasta el mar, Palestina será libre». El discurso de Payman fue calificado por The Guardian como una «ruptura significativa con la posición del Partido Laborista». El 17 de junio de 2024, Payman escribió un artículo en Al Jazeera English en el que apoyaba el reconocimiento de Palestina por parte de Australia y sostenía que «tal medida apoyaría los esfuerzos de paz, no los socavaría, como algunos han argumentado». El 25 de junio de 2024, Payman votó a favor de una resolución que apoyaba el reconocimiento australiano del Estado palestino, votando con el resto de los diputados en contra del gobierno y la oposición. Luego renunció a dos comités parlamentarios de asuntos exteriores y fue suspendida de su cargo durante el resto de esa semana de sesiones parlamentarias. Más tarde, el 30 de junio de 2024, Payman fue suspendida indefinidamente del grupo parlamentario laborista después de afirmar en una entrevista que volvería a votar contra la voluntad del partido si una resolución similar se presentaba ante el Senado y que ya no podía participar en ninguna reunión parlamentaria del grupo parlamentario. El primer ministro y líder laborista Anthony Albanese, afirmó que Payman podría regresar si «respetaba al grupo parlamentario y a los miembros». El 1 de julio, Payman declaró en una publicación en Facebook que había sido «exiliada» del partido, que se abstendría de votar en el Senado durante el resto de la semana y que «algunos miembros están intentando intimidarla para que renuncie al Senado».
Payman recibió apoyo por parte de los Amigos Laboristas de Palestina, quienes declararon que las acciones de Payman eran «totalmente consistentes con los principios y la política del Partido Laborista». Tanto el Consejo Nacional de Imanes de Australia como el líder de los Verdes Australianos, Adam Bandt, elogiaron el acto de Payman y lo calificaron de valiente. El 3 de julio de 2024, la rama Leichhardt del Partido Laborista, que está dentro del electorado de Grayndler de Albanese, aprobó una moción en apoyo de Payman. Otras cinco ramas del Partido Laborista también habían aprobado mociones similares. El expolítico laborista Harry Quick, que fue expulsado del partido tras abandonar el partido en 2007, manifestó su admiración por Payman y la instó a no «doblegarse ni vacilar».
La ministra de Asuntos Exteriores, Penny Wong, criticó la decisión de Payman, afirmando que los desacuerdos dentro del partido deberían manejarse «internamente», y que ella misma había votado previamente en contra del matrimonio entre personas del mismo sexo en consonancia con la política del partido a pesar de su propio apoyo personal al mismo. El 1 de julio de 2024, Albanese dijo que las acciones de Payman habían alterado el mensaje del gobierno «el día antes de la asistencia más significativa que se ha brindado a los trabajadores en un período muy largo de tiempo», refiriéndose a los recortes de impuestos de la etapa tres y el alivio de la factura de energía que entraron en vigencia ese día. La sublíder liberal Sussan Ley afirmó que el hecho de que Payman abandonara el partido era una señal del «débil liderazgo» de Anthony Albanese.
El 4 de julio de 2024, Payman abandonó el Partido Laborista para ocupar un escaño independiente en el Senado. La senadora independiente Lidia Thorpe elogió a Payman por estar en el «lado correcto de la historia». El presidente del Partido Laborista, Wayne Swan, declaró que la deserción de Payman «empoderaría a los oponentes del Partido Laborista en la extrema derecha». A su regreso a Australia Occidental el 6 de julio, Payman fue recibida por una multitud de seguidores que la vitoreaban en el aeropuerto de Perth.
El 18 de julio, The Guardian informó de dos renuncias en el Partido Laborista Multicultural, una rama superregional del Partido Laborista de Australia Occidental. El tesorero y vicepresidente del grupo abandonó el Partido Laborista el 4 de julio en protesta por el trato dado a Fátima Payman. El vicepresidente dimitido, Adam Demir, calificó al partido como una «medusa sin carácter».
En agosto de 2024, Payman nombró al estratega político Glenn Druery como su jefe de gabinete.
En septiembre de 2024, Payman pronunció una crítica de dos minutos sobre el fracaso del gobierno a la hora de atender a los votantes jóvenes, quienes, en su opinión, se sienten «privados de sus derechos» por los dos partidos principales. El discurso ganó notoriedad debido al uso de palabras de jerga dirigidas a las audiencias más jóvenes de la Generación Z y la Generación Alfa, y Payman dijo: «es por esta razón que ahora pronunciaré el resto de mi declaración en un lenguaje que ellos puedan entender». Payman utilizó coloquialismos como sigmas, goofy ahh, Ohio, gyatt, fanum tax, aura, capping y skibidi. El discurso fue caracterizado como un ejemplo de «brain rot», un término para designar un cierto estilo de contenido en línea de la Generación Alfa.
En octubre de 2024, Albanese sugirió que Payman debería renunciar al Senado, ceder su asiento al Partido Laborista y presentarse a las elecciones con su nuevo partido en lugar de permanecer para cumplir su mandato completo en el Senado. Payman rechazó esto y sugirió que su nuevo partido podría presentar un candidato en el electorado de Grayndler de Albanese en las siguientes elecciones federales. El 9 de octubre, Payman anunció la creación de un nuevo partido político, Australia's Voice, y se convirtió en su líder. Al lanzar el partido, Payman afirmó que Australia's Voice sería «un nuevo partido político para los marginados, los ignorados y aquellos que anhelan un cambio real», y que el Partido Laborista había «perdido el rumbo».
En noviembre de 2024, Payman se enfrentó a la senadora Pauline Hanson, acusándola de racismo después de que ella quisiera que la senadora Payman demostrara su elegibilidad para ocupar un escaño en el Senado bajo la Sección 44c de la Constitución. Hanson presentó una propuesta para que se realice una investigación sobre la elegibilidad de Payman para el Senado, alegando problemas con su ciudadanía afgana. El Senado rechazó la propuesta de investigación por 35 votos a 3.